# 46731 Prieurblanc
46731 Prieurblanc è un asteroide della fascia principale. Scoperto nel 1997, presenta un'orbita caratterizzata da un semiasse maggiore pari a 2,9710990 UA e da un'eccentricità di 0,0868669, inclinata di 9,66549° rispetto all'eclittica.
L'asteroide è dedicato all'astronomo francese Pierre Prieur-Blanc.